# Жан Бар (линкор, 1911)
«Жан Бар» (фр. Jean Bart) — французский Линкор. Принадлежал к первой серии французских дредноутов — типу «Курбэ». Назван в честь французского моряка Жана Бара — самого известного из дюнкеркских корсаров. Корабль построен незадолго перед Первой мировой войной в рамках кораблестроительной программы 1910 года. Во время войны действовал на Средиземноморском театре. 16 августа 1914 года принял участие в потоплении австро-венгерского крейсера «Зента». В последние месяцы 1914 года обстреливал побережье, оказывая поддержку армии Черногории. 21 декабря 1914 года «Жан Бар» был торпедирован австро-венгерской субмариной U-12. Несмотря на полученные серьёзные повреждения, сумел своим ходом уйти на Мальту, где встал на ремонт, занявший три с половиной месяца. После завершения ремонта действовал на Адриатике, осуществляя прикрытие лёгких сил Отрантского барража.
После окончания войны вместе с однотипным дредноутом «Франс» отправлен на Чёрное море для участия в интервенции на юге России. В 1919 году в Севастополе команда «Жана Бара» подняла мятеж, требуя возвращения во Францию. В 1920 году корабль вернулся в отечественные воды. В течение 1920-х годов линкор дважды частично модернизировали. В 1930-х от модернизации корабля отказались ввиду его неудовлетворительного состояния. «Жан Бар» был переименован в «Осеан» (фр. Océan), в 1936 году разоружен и превращён в блокшив, после чего использовался в Тулоне в качестве стационарного учебного корабля. В 1942 году корабль был захвачен немцами, которые затем использовали его для испытаний кумулятивных боеголовок. В 1944 году корабль был потоплен авиацией союзников, в 1945 году поднят и пущен на слом.

## Служба
«Жан Бар» был построен арсеналом Бреста. Киль будущего линейного корабля был заложен 15 октября 1910 года. 22 сентября 1911 года «Жан Бар» спустили на воду. Строительство корабля было завершено 19 ноября 1913 года, после чего он прошёл испытания. В июле 1914 года «Жан Бар» сопровождал однотипный линкор «Франс» во время официального визита в Санкт-Петербург. На борту «Франс» находилась французская делегация во главе с президентом Франции Раймоном Пуанкаре. Линкоры спешно вернулись во Францию из-за начавшейся мировой войны, не встретив по пути германские корабли.
Вскоре после начала войны командующий морскими силами Антанты на Средиземном море решил нанести внезапный удар по австро-венгерскому флоту, блокировавшему побережье Черногории. Англо-французская эскадра, в состав которой вошёл «Жан Бар», 16 августа 1914 года потопила австро-венгерский крейсер «Зента». Оставшуюся часть 1914 года «Жан Бар» оказывал артиллерийскую поддержку черногорским войскам, действовавшим на побережье. 21 декабря вблизи острова Сазани линкор был торпедирован австро-венгерской подводной лодкой U-12. Торпеда поразила корпус в районе винного погреба, располагавшегося перед носовым артиллерийским погребом. Несмотря на повреждение, «Жан Бар» сумел своим ходом уйти на Мальту, где встал на ремонт, занявший три с половиной месяца. Успешная атака австрийцев побудила союзников передислоцировать линейные корабли на Мальту и в Бизерту.
В 1916 году Франция оккупировала остров Корфу, принадлежавший нейтральной Греции. 26 апреля линкоры перешли на рейд Аргостоли (остров Кефалиния). 15 июля «Жан Бар» посетил остров Корфу. В середине сентября линкор ушёл в Сиди-Абдаллу (фр. Sidi-Abdallah) для прохождения мелкого ремонта, после чего вернулся на Корфу.
Весной 1917 года линкор вновь уходит в Сиди-Абдаллу, посетив Мессину (18−19 мая). С 20 мая по 11 июля — на ремонте в арсенале Сиди-Абдалла, после чего вернулся на Корфу с заходом в Мессину (12−13 июля).
с 10 июля по 20 августа 1918 года «Жан Бар» на ремонте в Тулоне. 1 сентября линкор прибыл на Корфу. 6 января 1919 года покинул Корфу, 8−9 января стоял у острова Мудрос, 10 января прибыл в Константинополь, где присоединился ко 2-й эскадре линкоров. С 11 по 21 февраля находился в Севастополе, после чего вернулся в турецкую столицу. 20 и 22 марта стоял на рейде Одессы, откуда был вызван на помощь терпевшему бедствие «Мирабо». 29 апреля французские корабли вышли из Севастополя с «Мирабо» на буксире. 20 мая «Жан Бар» зашёл в Константинополь, а 25 мая уже был в Тулоне и вошёл там в состав 1-й дивизии 1-й эскадры линейных кораблей. 1 июля линкор вывели в резерв.
В 1920−1922 годах «Жан Бар» занимался в основном боевой подготовкой в Средиземном море. 20 июля 1922 года линкор прибыл в Константинополь для прикрытия эвакуации французских войск из Турции, власть в которой захватил Мустафа Кемаль. До 7 сентября корабль действовал в Мраморном море, после чего ушёл в Смирну. 22 сентября вновь в Константинополе, где пробыл месяц, после чего ушёл на базу в Тулон.
В 1923 году занимался боевой подготовкой, участвовал в манёврах флота. 12 октября перешёл на ремонт в арсенал Тулона, работы, однако, начались только 10 декабря. В ремонте до 29 января 1925 года. После ремонта вновь вошёл в состав 3-й дивизии линейных кораблей.
В 1925—1928 годах линкор занимался боевой подготовкой. Так, с 30 мая по 4 августа 1928 года в составе первой эскадры «Жан Бар» принял участие в манёврах флота в Атлантике и Ла-Манше. 15 августа корабль вывели в резерв и начали подготовку к ремонту и модернизации. Работы на корабле были завершены 28 сентября 1931 года. С 1 октября — флагманский корабль командира 2-й дивизии линкоров контр-адмирала Эрве. До 13 февраля 1932 года модернизированный линкор проходил испытания. С 8 по 15 августа 1933 года в ремонте после столкновения с эсминцем «Ле Фортю». После 1 ноября 1934 года — учебный корабль школы рулевых-сигнальщиков. С 15 августа 1935 года — плавучая казарма. В море больше не выходил. В том же году на «Жан Бар» перевели школу корабельных электриков. 1 октября 1936 года на бывшем линкоре начала работу школа радиоспециалистов флота.
В январе 1937 года корабль переименовали в «Осеан» («Океан»). Название «Жан Бар» было присвоено строившемуся линкору. В дальнейшем бывший линкор использовали как плавучую казарму. 27 ноября 1942 года «Осеан» вместе с другими французскими кораблями был затоплен в Тулоне для недопущения захвата немцами. Позднее поднят немецкими специалистами, использовался как корабль-цель. В 1944 году потоплен во время авианалёта союзников. В том же году поднят и до 14 декабря 1945 года продан на слом.

### Модернизации
Незадолго до окончания войны «Жан Бар» вооружили тремя 75-мм зенитными орудиями, представлявшими собой модификацию знаменитой французской 75-мм полевой пушки образца 1897 года.
С 12 октября 1923 года по 29 января 1925 года «Жан Бар» прошёл капитальный ремонт и модернизацию. Бронирование верхнего пояса в носовой оконечности уменьшили до 155 миллиметров, что облегчило носовую оконечность и улучшило мореходность − линкор стал лучше всходить на волну. В ходе работ с корпусом также усовершенствовали казематы противоминной артиллерии. Одно из пяти котельных отделений было переведено на нефтяное отопление: там были установлены четыре котла системы Дю Тампля. Передняя пара дымовых труб была объединена в одну более широкую и высокую. Стоявшую за носовыми трубами грот-мачту срезали, а вместо неё в кормовой части надстроек мостика установили треногую мачту с командно-дальномерным постом, оснащённым дальномером с базой 4,57, и стеньгой. Угол возвышения орудий главного калибра увеличили с 12° до 23°, увеличив тем самым дальность огня до 23,6 км. С линкора были сняты две 75-миллиметровые пушки образца 1897 года и четыре 47-миллиметровые пушки. Вместо них установили 75-миллиметровые зенитные орудия образца 1918 года (фр. Mle 1918), а также двадцать четыре 8-миллиметровых пулемёта. Новые зенитные орудия были размещены в нос от бортовых башен главного калибра, по два орудия на борт.
С 13 августа по 4 октября 1926 года «Жан Бар» прошёл в Тулоне очередную модернизацию. Высота грот-мачты была увеличена на 9 метров для лучшего размещения радиоантенн. На корабль установили ультразвуковую гидроакустическую аппаратуру.
В период с 21 ноября 1927 года по 16 января 1928 года в Тулоне, где была проведена модернизация дальномеров.
7 августа 1929 года линкор встал в Тулоне на второе обширное переоборудование, завершившееся 28 сентября 1931 года. В ходе работ была модернизирована энергетическая установка, усилено зенитное вооружение, улучшена система управления огнём.

### На русском языке
- Александров Ю. И. Линейные корабли типа «Курбэ». 1909-1945 гг.. — СПб.: Издатель Р. Р. Муниров, 2007. — 84 с. — ISBN 978-598830-025-0.

### Иностранные издания
- Dumas, Robert. The French Dreadnoughts: The 23,500 ton Courbet Class // Warship IX / John Roberts. — Annapolis, Maryland: Naval Institute Press. — P. 154–164, 223–231. — ISBN 0-87021-984-7.
- Dumas, Robert; Guiglini, Jean. Les cuirassés français de 23,500 tonnes. — Grenoble, France, 1980.
- Gardiner, Robert; Chesneau, Roger. Conway's All the World's Fighting Ships, 1922–1946. — Annapolis, Maryland: Naval Institute Press, 1980. — ISBN 0-87021-913-8.
- Gardiner, Robert; Gray, Randal. Conway's All the World's Fighting Ships: 1906–1922. — Annapolis, Maryland: Naval Institute Press, 1985. — ISBN 0-87021-907-3.
- Jordan, John; Dumas, Robert. French Battleships 1922–1956. — Annapolis, Maryland: Naval Institute Press, 2009. — ISBN 978-1-59114-416-8.
- Whitley, M. J. Battleships of World War II. — Annapolis, Maryland: Naval Institute Press. — ISBN 1-55750-184-X.